# Lòvetx
Lòvetx (búlgar: Ловеч, AFI [ˈɫɔvɛtʃ], transliteració internacional Loveč, transliteració directa Lovech, romanès Lovcea) és una ciutat del nord-centre de Bulgària. És el centre administratiu de la província de Lòvetx i del subordinat municipi de Lòvetx. La ciutat es troba a uns 150 quilòmetres al nord-oest de la capital, Sofia. A prop de Lòvetx hi ha les ciutats de Pleven, Troian i Tèteven.

## Nom
El nom es deriva possiblement de l'arrel eslava lov, ‘caça’ + el sufix eslau -etx.

## Geografia
Lòvetx se situa a la frontera de la plana danubiana i els contraforts de la Serralada dels Balcans, 150 km a l'oest de Sofia, 30 km al sud de Troian, 30 km al nord de Pleven i 30 km a l'est de Sevlíevo, a banda i banda del riu Òssam, en una zona amb una orografia accidentada. La part oriental de la ciutat està envoltada d'un altiplà de 250 m, on es troba el parc més gran de Lòvetx, el Stràteix, i la part sud-oest està envoltada pels turons Hissària, búlgar: Хисаря i Baix Bunar, búlgar: Баш бунар. Al nord-oest, el relleu canvia gradualment a les planes de la veïna província de Pleven. L'altitud mitjana d'Lovech és d'uns 200 m per sobre del nivell mitjà del mar. El punt més alt de la ciutat és el turó d'Ak bair, búlgar: Ак баир situat al sud-est, amb una altitud de 450 m.
Al Parc de Stràteix, el punt més alt de la ciutat, hi ha una gran quantitat d'arbusts de liles, que es veuen fàcilment des de tota la ciutat. A causa d'això, Lòvetx és coneguda habitualment com la ciutat dels lilàs.

## Població
Segons el cens, dut a terme al febrer de 2011, el terme municipal de Lòvetx té 36.600 habitants. En la dècada de 1880, la població de Lòvetx era de 7.000 persones. Des de llavors va començar a créixer, dècada rere dècada, principalment a causa dels immigrants de les zones rurals i dels pobles més petits que l'envolten, i arribà al seu màxim durant el període 1987-1991, quan van superar els 50.000 residents. Després d'aquests període, la població va començar a disminuir ràpidament a conseqüència de la pobra situació econòmica a les províncies búlgares durant la dècada del 1990, que va provocar una nova migració cap a la capital del país, Sofia, i a l'estranger.
| Lòvetx | Lòvetx | Lòvetx | Lòvetx | Lòvetx | Lòvetx | Lòvetx | Lòvetx | Lòvetx | Lòvetx | Lòvetx | Lòvetx | Lòvetx | Lòvetx | Lòvetx |
| --- | ------ | ------ | ------ | ------ | ------ | ------ | ------ | ------ | ------ | ------ | ------ | ------ | ------ | ------ |
| Any | 1887   | 1910   | 1934   | 1946   | 1956   | 1965   | 1975   | 1985   | 1992   | 2001   | 2005   | 2009   | 2011   | 2013   |
| Població | 7,008  | 8,421  | 9,420  | 11,829 | 17,901 | 30,951 | 43,967 | 48,882 | 48,267 | 44,146 | 40,824 | 38,579 | 36,600 | 35,254 |
| nombre més alt 51,945 el 1991                                                                                        |        |        |        |        |        |        |        |        |        |        |        |        |        |        |
| Fonts: Institut Nacional d'Estadística, „citypopulation.de“, „pop-stat.mashke.org“, Acadèmia Búlgara de les Ciències |        |        |        |        |        |        |        |        |        |        |        |        |        |        |

### Composició ètnica, lingüística i religiosa
Segons les últimes dades del cens de 2011, els individus que van declarar la seva identitat ètnica es distribuïen de la manera següent:
- Búlgars: 32,706 (95.2%)
- Turcs de Bulgària: 919 (2.7%)
- Gitanos: 411 (1.2%)
- Altres: 120 (0.3%)
- Indefinable: 201 (0.6%)
  - No delcarat: 2,243 (6.1%)

Total: 36,600
La composició ètnica del municipi de Lòvetx és: 43.223 búlgars, 2.321 turcs i 665 gitanos, entre d'altres.
Després del cens de 1926, el professor Anastàs Ixírkov va assenyalar l'homogeneïtat de la població que és un 95% d'origen búlgar.

## Història

### Història antiga
Lòvetx és un dels assentaments més antics de Bulgària. Les restes d'activitat humana daten de temps antics. En això hi té un paper crucial la posició favorable de la ciutat, entre les muntanyes i la plana, així com la presència d'un riu. Les restes trobades a les coves de Lòvetx testifiquen una presència humana activa al Paleolític, el Neolític, l'edat del bronze i l'edat del ferro. Els primers habitants de la zona (segles IV-III aC) foren la tribu tràcia dels meldi. La principal font d'estudi de la seva vida són els funerals tracis dels pobles veïns de Smotxan, Slàtina, Goran, Slaviani i Doirentsi, així com les troballes del turó de Hissària i la part central de la ciutat.
Al començament de la nostra era després de llargues guerres,els tracis van ser conquistats per l'Imperi Romà. Les seves terres van ser convertides en províncies romanes. Els romans van començar a construir castells, estacions de camins, campaments militars i fortificacions. Estaven connectant el seu vast imperi amb una densa xarxa de còmodes vies que mantenien impecablement.
En una taula romana s'esmenta un important encreuament amb el nom de Melta, que es troba a l'actual Lòvetx. Més tard, en l'època de l'Imperi Romà, es va fundar una estació militar romana anomenada Presidium. Estava situada a la via romana, part de la qual es pot veure avui als voltants de la ciutat. A través de l'estació, la ciutat participava en la línia de transport romana Eskus-Storgòsia-Trimontium i Sàrdica-Odessos. Les excavacions trobades al turó de Hissària indiquen l'assentament dels eslaus a principis del segle vi.
El Cap de Melta de l'illa Livingston, a l'Antàrtida rep el seu nom en honor de l'antiga ciutat tràcia.

### Edat mitjana
Hi ha poca informació sobre el desenvolupament de la ciutat durant el Primer Imperi Búlgar. Prové bàsicament del descobriment d'una necròpolis medieval del segle x a la zona de Baix Búnar. Al segle xi, la ciutat es va esmentar en relació amb la invasió dels petxenegs i les seves accions militars amb l'Imperi Romà d'Orient el 1059.
La fortalesa medieval de Lòvetx és coneguda des de l'època del Segon Imperi Búlgar. Està situada en un turó, que més endavant es coneixeria com a "Hissària". Aquí, el 1187, es va produir la batalla decisiva entre l'exèrcit rebel dels Assèn i l'Imperi Romà d'Orient. El tractat de pau signat marca el reconeixement del Segon Imperi Búlgar .

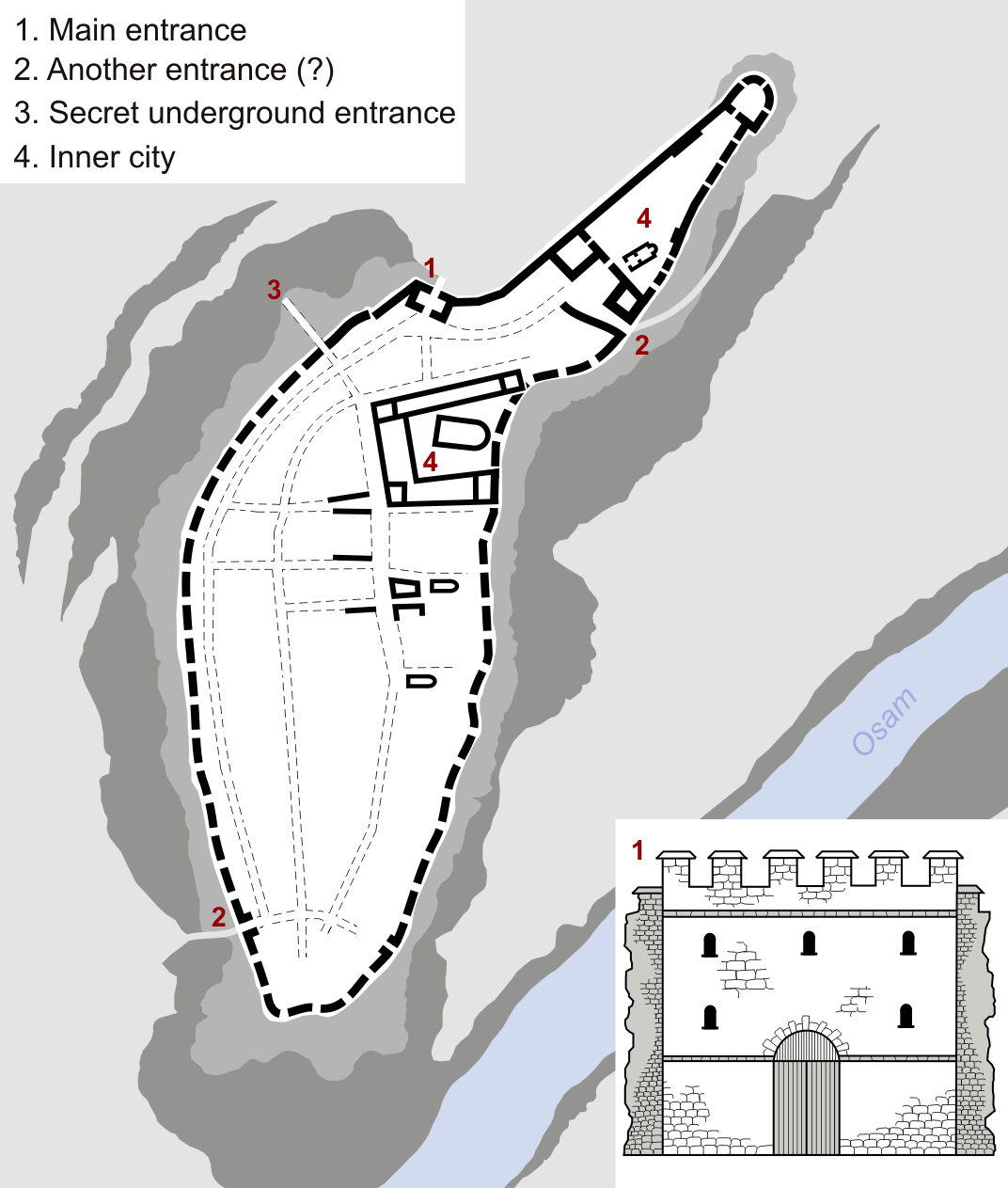
Plànol de la fortalesa medieval de Lòvetx

Al segle xiv, el despotat de Lòvetx era la possessió del dèspota Ivan Alexandre de la família Xixman, fill del dèspota Sratsimir i Keratsa Pètritsa. El 1330 Esteve Uroš III de Dečani derrotà els búlgars a la batalla de Velbazhd, en la qual l'emperador búlgar Miquel Xixman va morir i els búlgars van ser incapaços d'aturar l'avenç serbi cap a Macedònia. La derrota, combinada amb l'empitjorament de les relacions amb l'Imperi Romà d'Orient, que s'havia estabilitzat després d'una guerra civil va precipitar una crisi interna, que es va veure agreujada per una invasió dels romans d'Orient d'Andrònic III Paleòleg. Un cop d'estat va deposar Ivan Esteve el 1331, i els conspiradors van col·locar Ivan Alexandre al tron i Andrònic va abandonar la guerra amb Sèrbia aprofitant la debilitat búlgara, però el 1332 els búlgars van derrotar els romans d'Orient a la batalla de Rusokastro i van recuperar molts territoris a Tràcia i Macedònia. En el seu temps, als voltants de la ciutat, es va construir i funcionar com a centre literari el monestir del "Naixement de la Santíssima Verge", també anomenat "Iastreb". Cap a 1324-1255 va néixer a Lòvetx el tsar búlgar Ivan Sratsimir, segon fill d'Ivan Alexandre del seu primer matrimoni amb l'emperadriu Teodora Basarab.
La fortalesa de Lòvetx es troba entre les últimes conquistades durant la invasió otomana. El poble va ser defensat pel boiar Stanko Kossan vers el 1446, tot i que durant molt de temps la ciutat va gaudir d'alguns privilegis com la prohibició de residència de població turca a la ciutat o d'agafar nens búlgars com a geníssers.
El 1520 fou descrita en un registre impositiu otomà. La informació sobre la ciutat des del segle xvii ens arriba per Katib Çelebi, Filip Stanislàvov i Evliya Çelebi. Segons aquest últim, la ciutat era un centre comercial i artesanal:
| « | Aquesta ciutat - escrivia Evliya Çelebi - és colorida. Està situada a banda i banda del riu Òssam i es connecta amb tres ponts. Hi ha 30 temples a la ciutat, 7 dels quals són mesquites ... Hi ha 3.000 llars grans i sòlides. La majoria d'elles estan cobertes de taulers de pi i algunes parets estan molt decorades. Des de les finestres i els vessants de les cases prop del riu Òssam, els pagesos poden pescar. També hi ha sarais de pedra (palaus) i 7 petites i grans fondes. La posada de Txarxiska és magnífica i sembla un basar. També hi ha dos banys, 3 madrasses (escoles), 5 tekkes (escoles) per al clergat, escoles infantils (els nens búlgars són molt valuosos i intel·ligents), 6 fonts d'aigua, 215 botigues (en turc dükkân). Els productes més famosos dels seus habitants són els teixits de colors. També hi ha diversos sahtiyani (cuir marroquí) que estan molt ben decorats. | » |

### Domini turc
Al segle xvii, Lòvetx (Lofça en turc) fou un cop més un important centre comercial i una de les ciutats més riques de Bulgària, motiu pel qual se l'anomenava Altın Lofça ("La daurada Lòvetx", en turc) en aquella època. En termes administratius, durant molt de temps fou un kaza del sanjaq de Nikòpol, i més tard del sanjaq de Tàrnovo.
Durant l'època de les organitzacions revolucionàries contra el govern otomà, Lòvetx fou el centre d'operacions de l'Organització Interna Revolucionària de Vassil Levski, anomenada Comitè Revolucionari Secret. Va ser arrestat per l'exèrcit turc en un llogaret proper a Lòvetx anomenat Kàkrina i després penjat a Sofia. El museu més gran de Vassil Levski a Bulgària, que conté molts elements personals, com ara quaderns de notes, roba i armes, està situat a la part de la ciutat vella de Lòvetx.
Durant les guerres russoturques del segle xix, la ciutat tingué sovint una significació operativa en el curs de les operacions de combat. Durant la guerra russoturca (1806-1812) les tropes russes alliberaren Lòvetx en dues ocasions (el 17 d'octubre del 1810 i el 12 de febrer de 1811), fet que va impedir l'ofensiva otomana al nord de Bulgària.
El 1872-1874, el mestre Nikola Fitxev, conegut també com a Kòliu Fítxeto va construir l'únic pont (búlgar: Покрит мост) sobre el riu Òssam, i l'únic de la seva classe als Balcans. Es va cremar completament el 1925 i fou reconstruït el 1931. Ara connecta la part nova i l'antiga de la ciutat, i està ple de cafeteries, petits restaurants i moltes botigues de souvenirs.

### Guerra russoturca (1877-1878)
Durant la guerra russoturca de 1877-1878, Lòvetx fou alliberada dues vegades per les tropes russes. La primera vegada, el 5 de juliol de 1877, per una petita tropa de cavalleria del coronel Aleksei Jerébkov. El 15 de juliol de 1877, les forces russes es van veure obligades a retirar-se a causa de l'ofensiva de parts de l'exèrcit otomà occidental (comandat per Rifat Paixà). La ciutat fou sotmesa a saqueig i destrucció. Més de 1.500 habitants foren assassinats. Després de repel·lir els atacs de Süleyman Hüsnü Paşa en el pas de Xipka, des del quarter general rus es va decidir d'apoderar-se de Lòvetx. La tasca va ser assignada al comandant general Aleksandr Imerétinski amb un destacament format per 25 batallons, 15 tropes cosacas i 98 canons. El 22 d'agost, les tropes russes, dividides en dues columnes, sota el comandament del general major Mikhaïl Skóbelev i el general major Vladímir Dobrovolski, van alliberar Lòvetx. El reconeixement dels ciutadans de Lòvetx perpetuà llur alliberament col·locant el Monument Blanc i el Monument Negre al turó de Stràteix.
La guerra i diverses epidèmies i migracions a Valàquia van reduir dràsticament la població. Hi va haver una gran quantitat de víctimes entre la població búlgara. Moltes famílies turques van ser expulsades per l'exèrcit rus i els musulmans de Lòvetx, coneguts com a "lofçalılar", van emigrar a diverses parts de Turquia (principalment Istanbul, Edirne i Bursa).

### Època contemporània
En 1921 - 1927 es va construir la línia de ferrocarril Levski-Lòvetx, que connecta la ciutat amb la xarxa ferroviària del país. Durant la Segona Guerra Mundial, després del gran bombardeig de Sofia el 10 de gener de 1944, es va evacuar a Lòvetx la Universitat de Sofia "Sant Climent d'Ohrid".
El 1959, a la pedrera de la zona propera a Lòvetx, les autoritats comunistes van construir-hi un camp de treball, amb el nom de "TG" (inicials de трудова група Trúdova Grupa "Grup de Treball") sota la direcció del Ministeri de l'Interior. Era secret i un dels camps més cruels de Bulgària.Al camp, sense judici ni condemna, s'hi trobaven persones detingues per "activitats subversives", falsificació de documents, explicar acudits contra els governants comunistes, exdiputats, així com joves, enviats per les delegacions locals de la Milícia Popular com a "vàndals". De les 1501 persones que van passar pel camp de concentració de Lòvetx, 155 foren assassinades o bé hi perderen la vida a causa del règim extremadament sever. El setembre del 1961, les dones del campament, prop de 150, foren traslladades al poble de Skravena. El camp es va tancar l'abril de 1962, després d'una verificació per part del lideratge comunista, on es va constatar que s'havien produït violacions de la llei i violència física, però ningú fou considerat penalment responsable.

## Economia
El 9 d'abril de 2009, Great Wall Motors i l'empresa búlgara Litex Motors van signar un contracte per construir una base de producció que fabricaria tres models del fabricant xinès a prop de Lòvetx. La nova planta es va inaugurar el 21 de febrer de 2012.
La inversió s'estima en més de 97 milions d'euros i crearà 2.000 nous llocs de treball durant els quatre primers anys. Serà la porta d'entrada de Great Wall Motors al mercat de la Unió Europea, gràcies a l'absència d'aranzels a la importació.

## Clima
| Dades climàtiques de Lòvetx (2000-2014) | Dades climàtiques de Lòvetx (2000-2014) | Dades climàtiques de Lòvetx (2000-2014) | Dades climàtiques de Lòvetx (2000-2014) | Dades climàtiques de Lòvetx (2000-2014) | Dades climàtiques de Lòvetx (2000-2014) | Dades climàtiques de Lòvetx (2000-2014) | Dades climàtiques de Lòvetx (2000-2014) | Dades climàtiques de Lòvetx (2000-2014) | Dades climàtiques de Lòvetx (2000-2014) | Dades climàtiques de Lòvetx (2000-2014) | Dades climàtiques de Lòvetx (2000-2014) | Dades climàtiques de Lòvetx (2000-2014) | Dades climàtiques de Lòvetx (2000-2014) |
| Mes                                     | Gen                                     | Feb                                     | Març                                    | Abr                                     | maig                                    | Juny                                    | Jul                                     | Ag                                      | Set                                     | Oct                                     | Nov                                     | Des                                     | Any                                     |
| --------------------------------------- | --------------------------------------- | --------------------------------------- | --------------------------------------- | --------------------------------------- | --------------------------------------- | --------------------------------------- | --------------------------------------- | --------------------------------------- | --------------------------------------- | --------------------------------------- | --------------------------------------- | --------------------------------------- | --------------------------------------- |
| Mitjana alta °C (°F)                    | 4.8 (40.6)                              | 7.5 (45.5)                              | 13.4 (56.1)                             | 18.6 (65.5)                             | 24.1 (75.4)                             | 27.9 (82.2)                             | 30.6 (87.1)                             | 30.9 (87.6)                             | 25.4 (77.7)                             | 18.8 (65.8)                             | 12.9 (55.2)                             | 5.7 (42.3)                              | 18.4 (65.1)                             |
| Mitjana diària °C (°F)                  | 1.0 (33.8)                              | 3.0 (37.4)                              | 8.0 (46.4)                              | 12.8 (55)                               | 18.4 (65.1)                             | 22.1 (71.8)                             | 24.7 (76.5)                             | 24.7 (76.5)                             | 19.5 (67.1)                             | 13.5 (56.3)                             | 8.4 (47.1)                              | 2.0 (35.6)                              | 13.3 (55.9)                             |
| Mitjana baixa °C (°F)                   | −2.9 (26.8)                             | −1.5 (29.3)                             | 2.5 (36.5)                              | 7.0 (44.6)                              | 11.7 (53.1)                             | 15.2 (59.4)                             | 17.6 (63.7)                             | 17.5 (63.5)                             | 13.0 (55.4)                             | 8.2 (46.8)                              | 3.8 (38.8)                              | −1.7 (28.9)                             | 7.6 (45.7)                              |
| Precipitació mitjana mm (polzades)      | 43.3 (1.705)                            | 42.4 (1.669)                            | 40.7 (1.602)                            | 25.1 (0.988)                            | 28.7 (1.13)                             | 27.2 (1.071)                            | 30.4 (1.197)                            | 16.6 (0.654)                            | 60.4 (2.378)                            | 71.9 (2.831)                            | 53.4 (2.102)                            | 78.2 (3.079)                            | 561.6 (22.11)                           |
| Dies de precipitació mitjana (≥ 1 mm)   | 11.3                                    | 11.1                                    | 9.7                                     | 4.1                                     | 3.7                                     | 4.7                                     | 2.8                                     | 2.7                                     | 4.9                                     | 6.6                                     | 5.0                                     | 9.4                                     | 67.9                                    |
| Mitjana d'hores de sol mensuals         | 93                                      | 133                                     | 160                                     | 210                                     | 244                                     | 282                                     | 320                                     | 302                                     | 219                                     | 165                                     | 105                                     | 89                                      | 2,437                                   |
| Font: Stringmeteo.org                   |                                         |                                         |                                         |                                         |                                         |                                         |                                         |                                         |                                         |                                         |                                         |                                         |                                         |

## Principals llocs d'interès

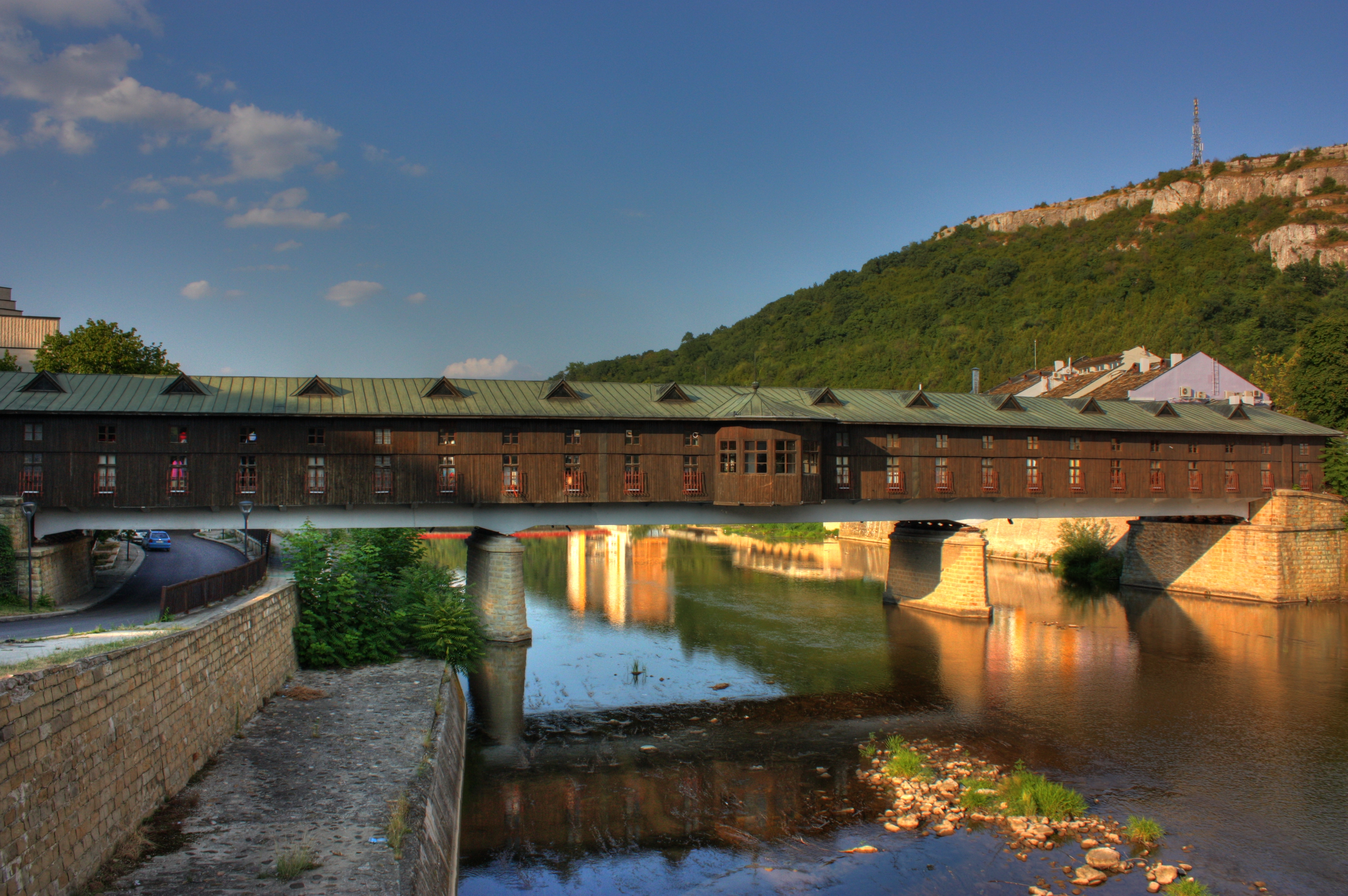
El Pont Cobert que connecta les dues bandes de ciutat.

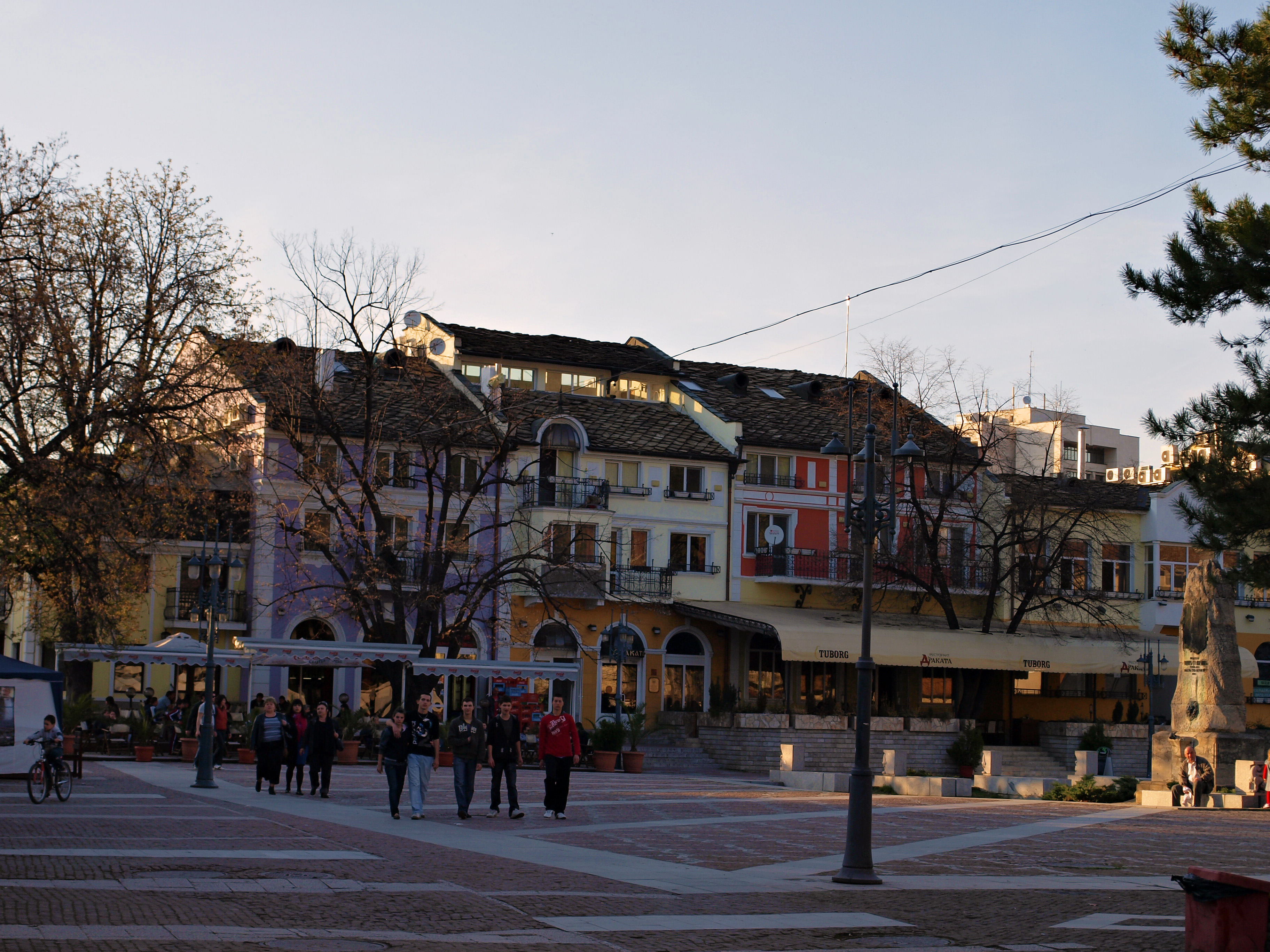
Edificis al llarg de l'Òssam

- La casa Tinkov (www.tinkov-house.com)
- El pont cobert de Kòliu Fítxeto
- El monument a Vassil Levski
- Els monuments als soldats russos morts en la guerra entre Rússia i Turquia de 1877-78
- La part vella de Varoixa
- El Parc de Stràteiz Park amb el zoo de Lòvetx, el zoològic més gran de la província
- Parc Baix Búnar
- Els edificis barrocs de les parts centrals de la ciutat
- Complex etnogràfic "Cases Drassova i Raixova" (web)

### Teatres
- Teatre dramàtic de Lòvetx (web)
- Txitàlixte "Nauka"
- Teatre d'estiu al Parc de Stràteix

### Museus
- Museu de Vassil Levski (web
- Museu Històric de Lòvetx (web)
- Casa Memorial Drassova
- Casa Memorial Raixova

## Esports
- PFK Litex Lovech, un dels millors clubs de futbol de Bulgària
- Òssam, un club masculí d'handbol
- Lovech'98, un club femení d'handbol
- "Eagles"[24] un club de beisbol
- Un club de lluita lliure
- Un club de karate kyokushin
- Club d'escacs "Progrés"[25]
- Un club d'esgrima

## Persones notables

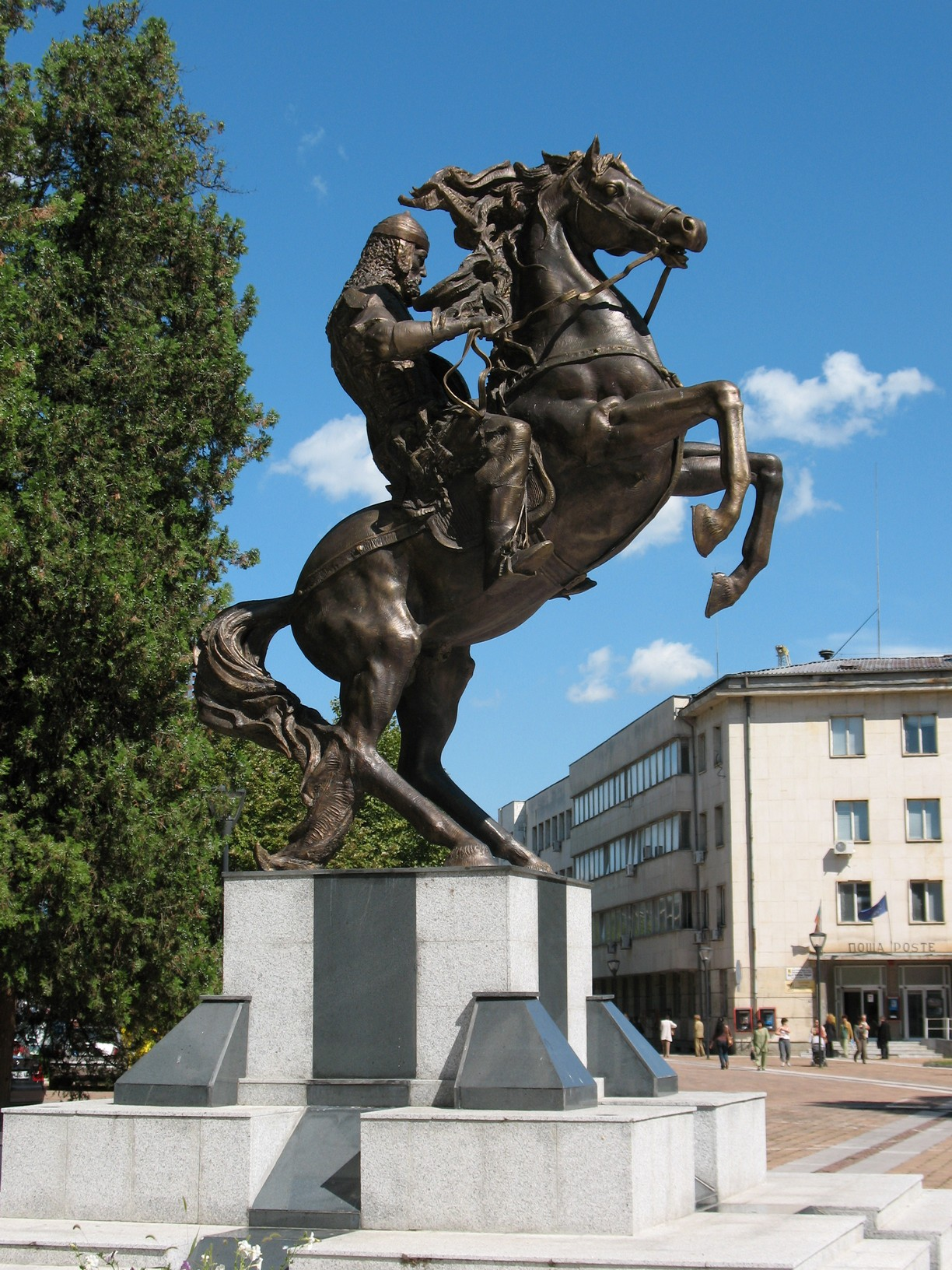
Estàtua del guerrer búlgar medieval

- Ahmed Jevdet Paixà — historiador turc i advocat
- Hüseyin Hilmi Işık - acadèmic islàmic sunni turc
- Josep I de Bulgària - exarca búlgar
- Gueorgui Ivànov - primer cosmonauta búlgar
- Dimítar Dímov - escriptor búlgar
- Simeon Djànkov - economista
- Anastàs Ixírkov - geògraf i etnògraf
- Panaiot Pípkov - compositor

## Esdeveniments
- El Diumenge de Rams és un dels esdeveniments oficials i populars a Lòvetx, i se celebra cada primavera. Aquest dia se celebra amb nombrosos programes, esdeveniments culturals i exposicions, organitzats principalment a la plaça "Tòdor Kírkov" al barri vell de Varoixa. Hi ha un mercat tradicional d'artesania popular.
- Festa local: 11 de maig - Dia dels Sants Ciril i Metodi.
- Fira de Tardor de Lòvetx.
- Festa dels bards a Lòvetx
- El 2015, a proposta del Prof. Ígnat Ignàtov i sota els auspicis de la governadora regional, Madlena Boiadjieva, la regió de Lòvetx va ser declarada Zona Mundial de l'Aigua de Muntanya.[26]

## Palmarès
Els Alts de Lòvetx a la Terra de Graham, Antàrtida, reben el seu nom en honor de la ciutat, i el Punt Melta de l'Illa Livingston a les Illes Shetland del Sud, Antàrtida s'anomena així per l'antiga Melta.

## Galeria

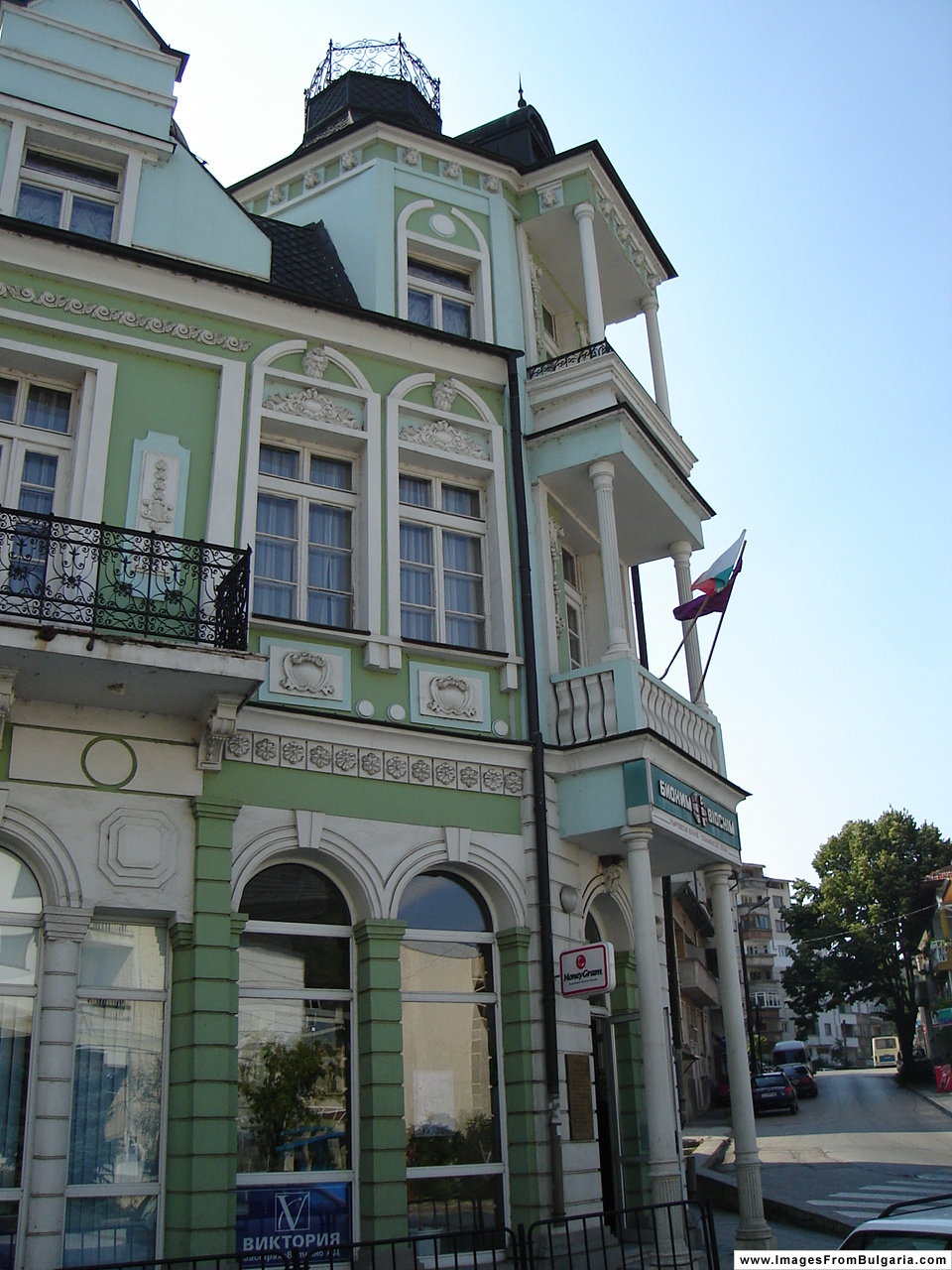
Centre de Lòvetx
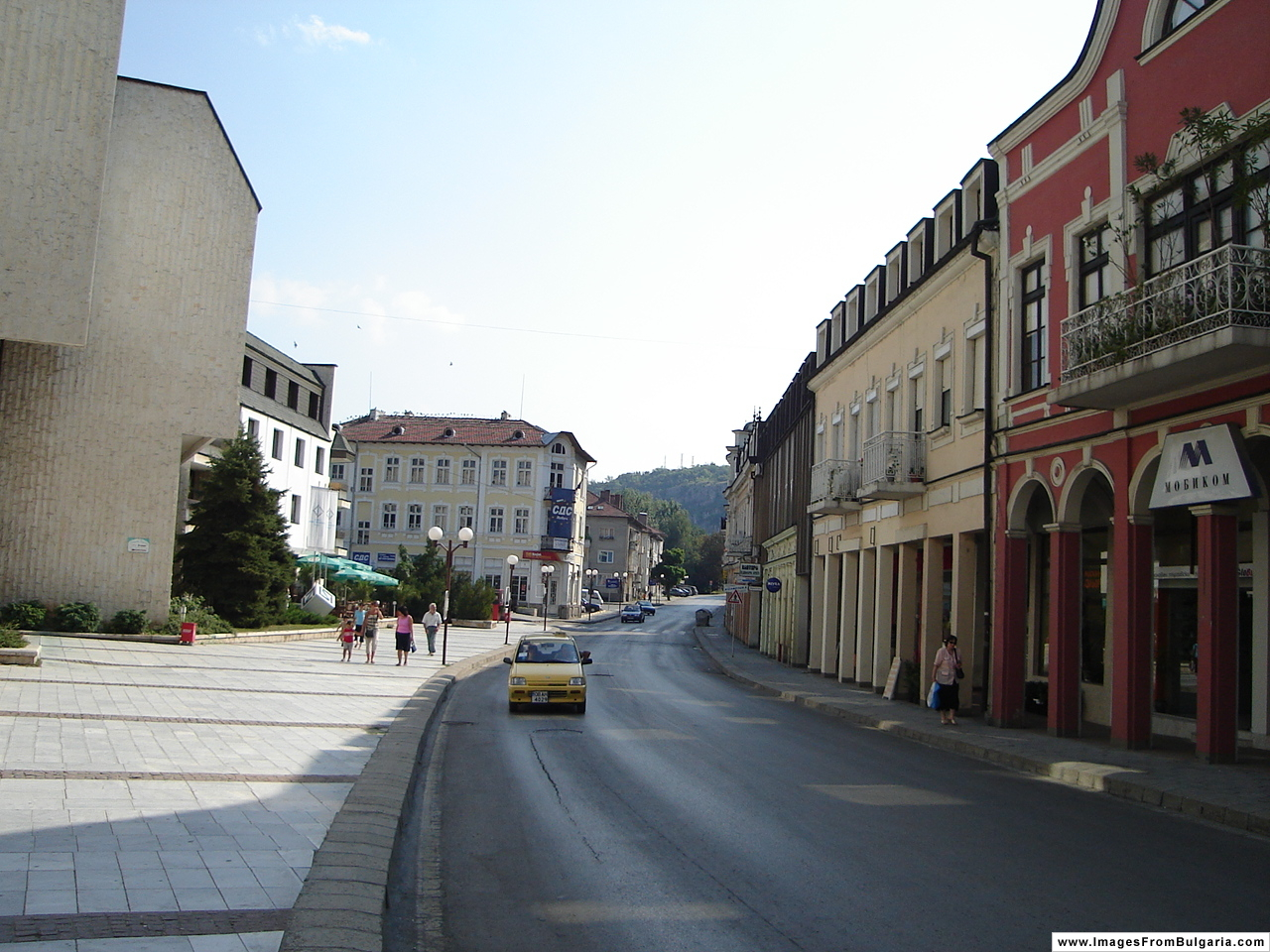
Centre de Lòvetx
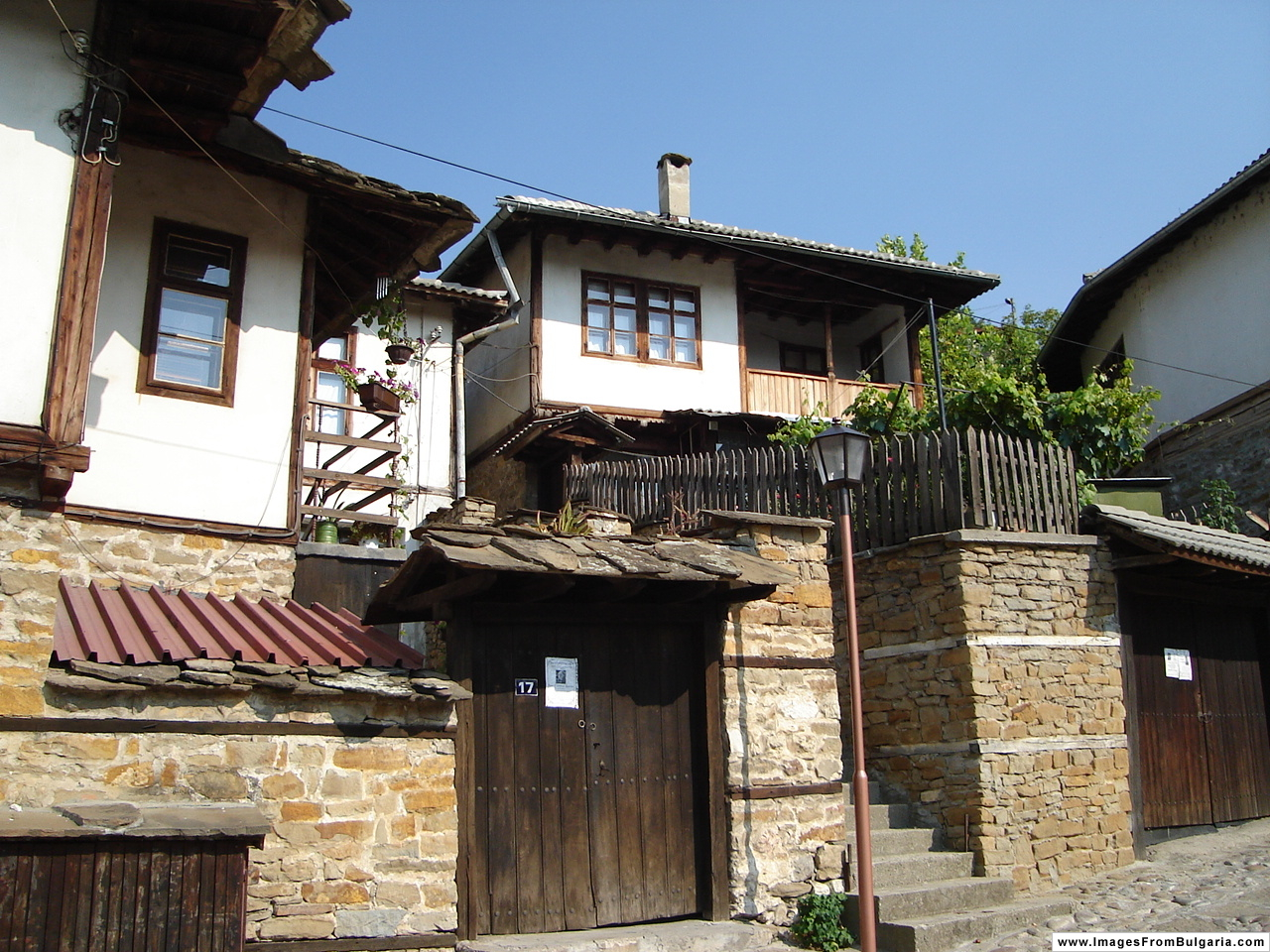
Barri del renaixement nacional búlgar, Varoixa
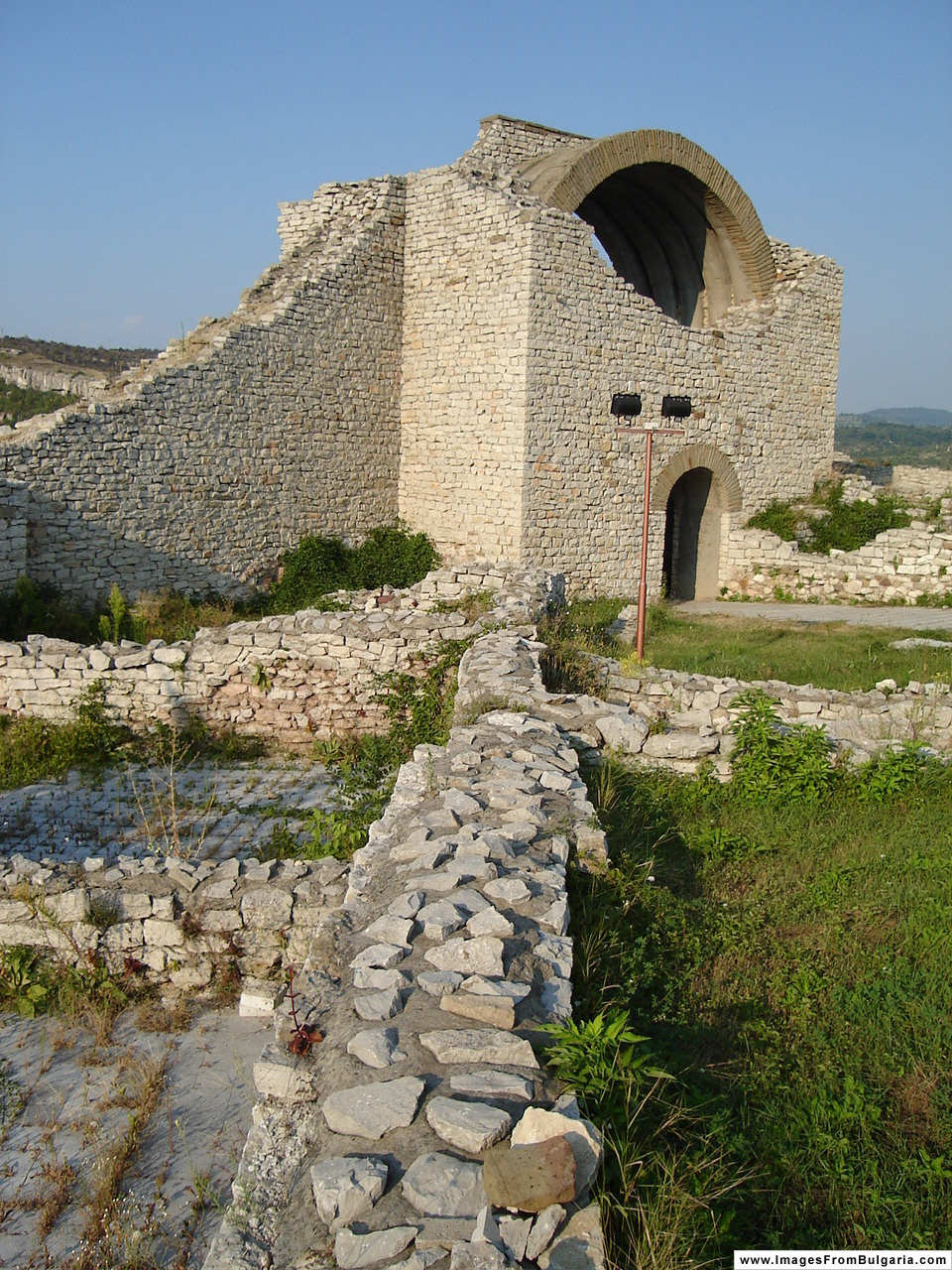
Fortalesa de Hissària
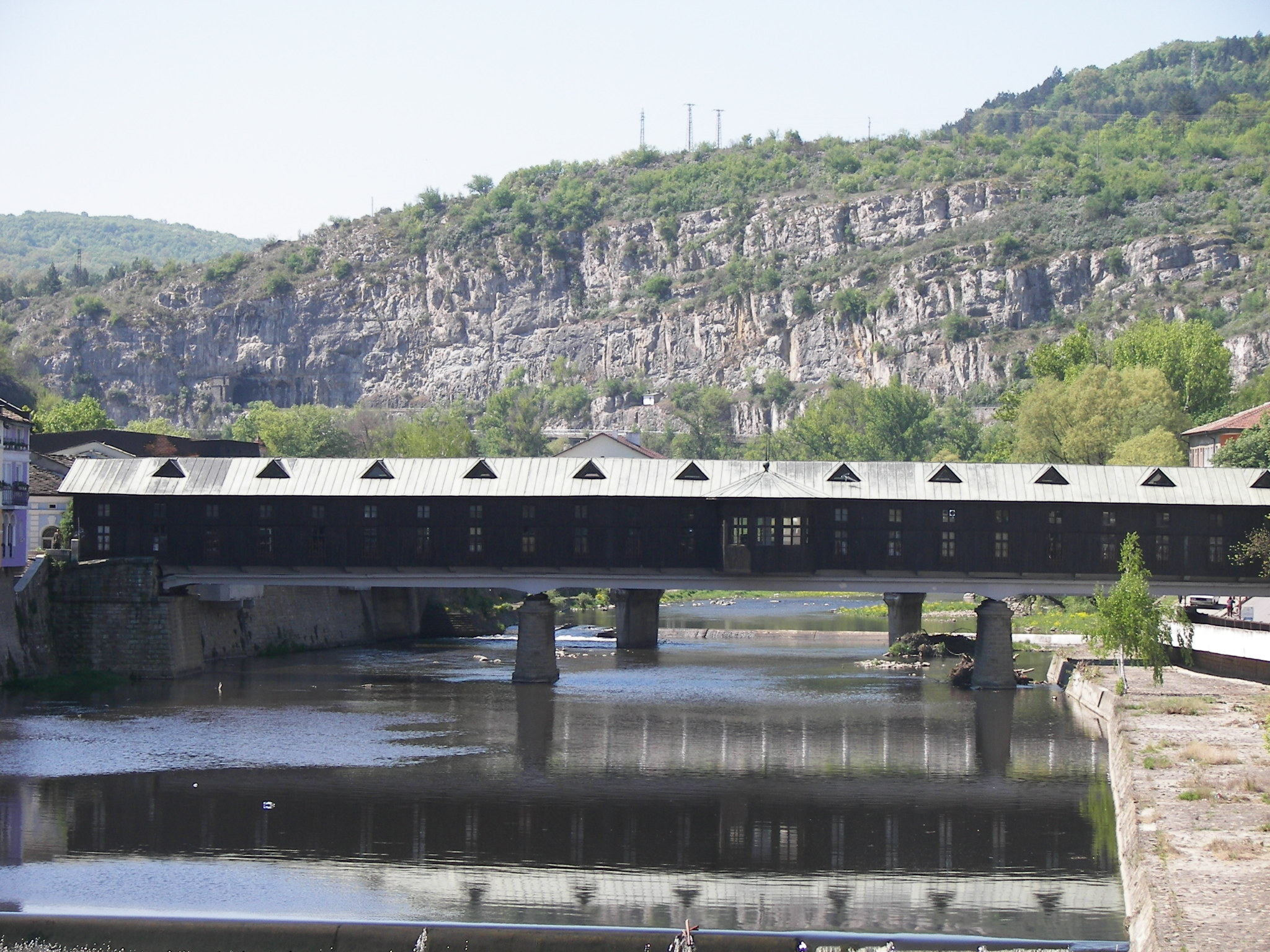
El Pont Cobert
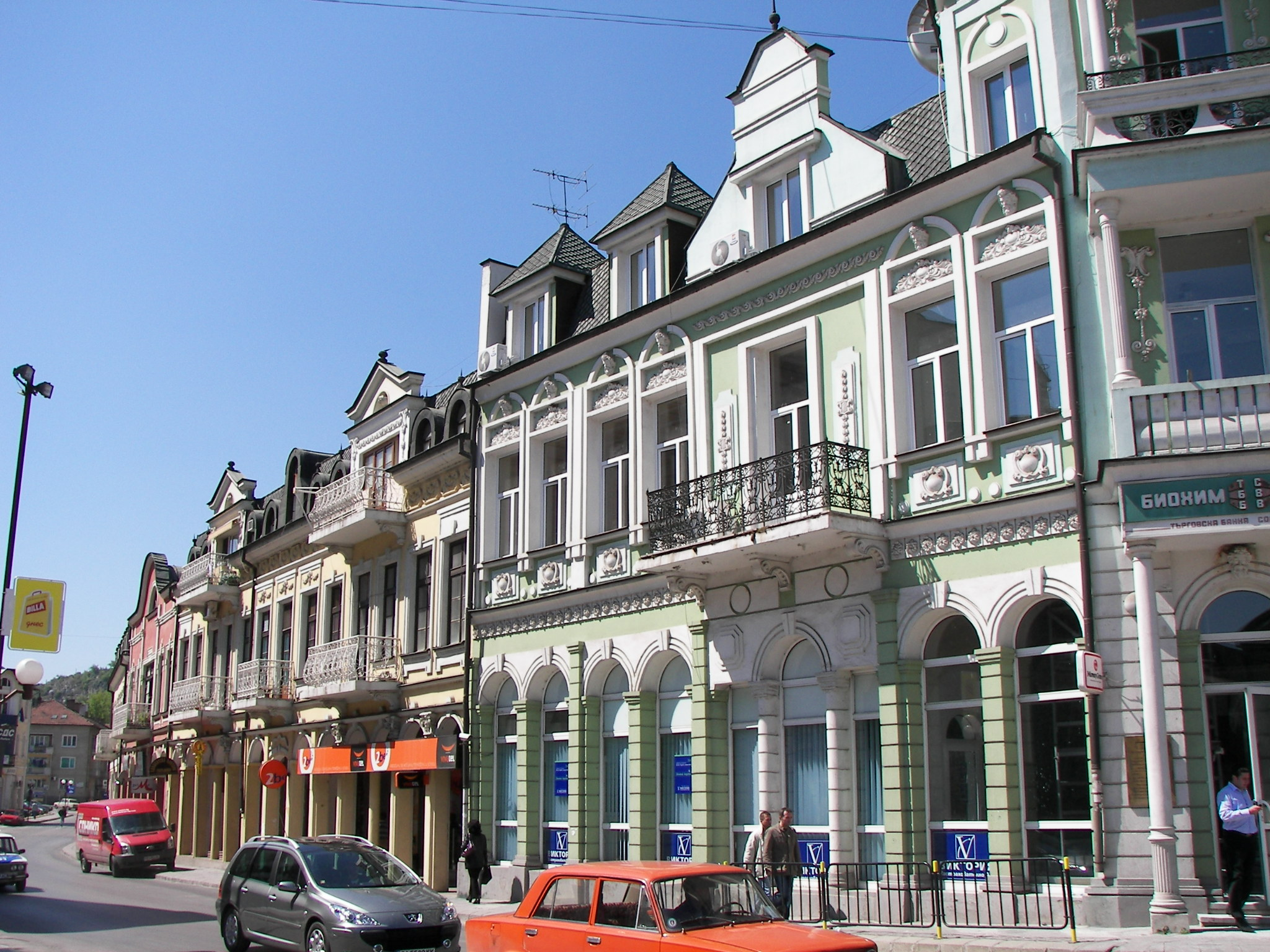
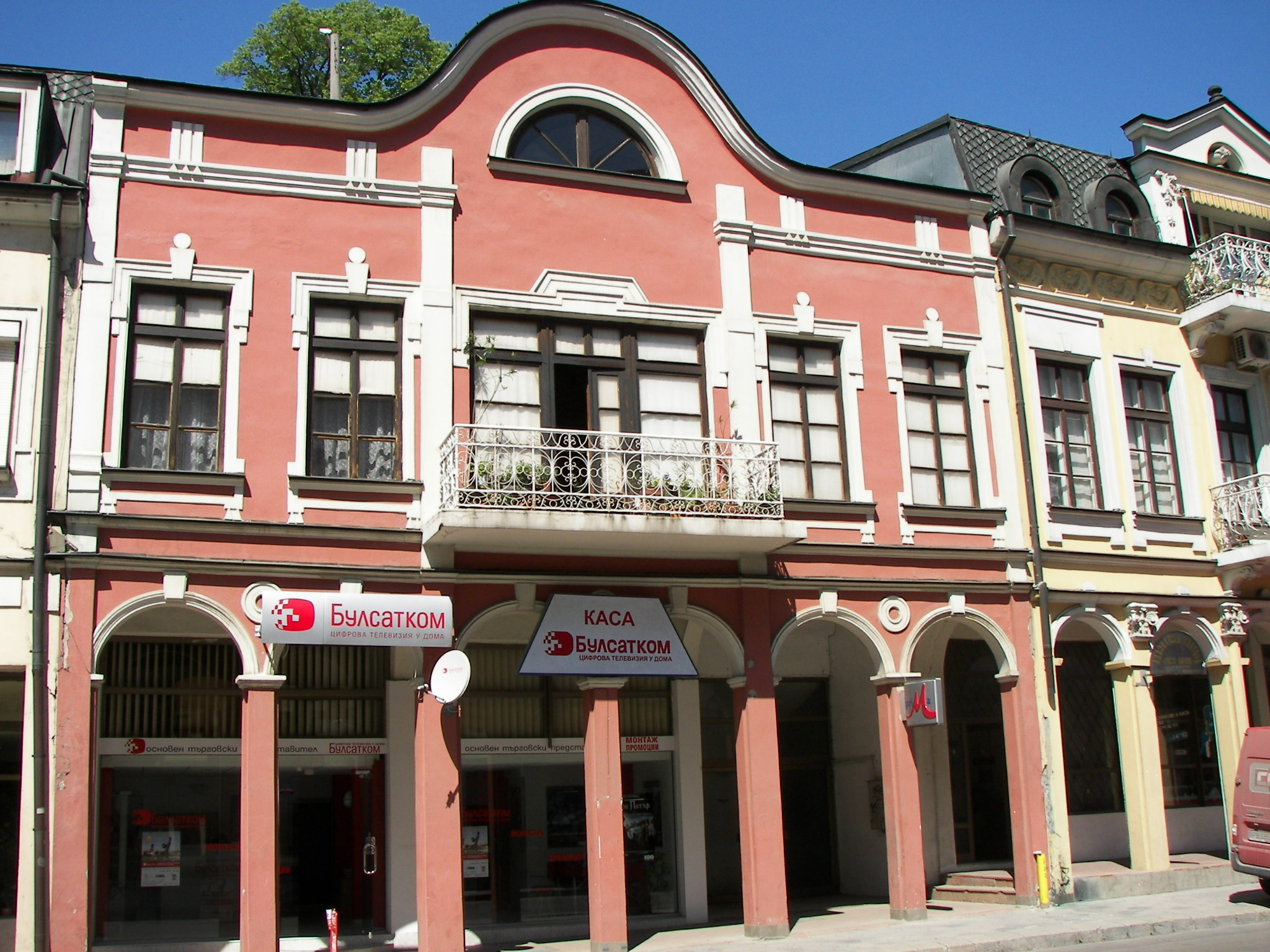
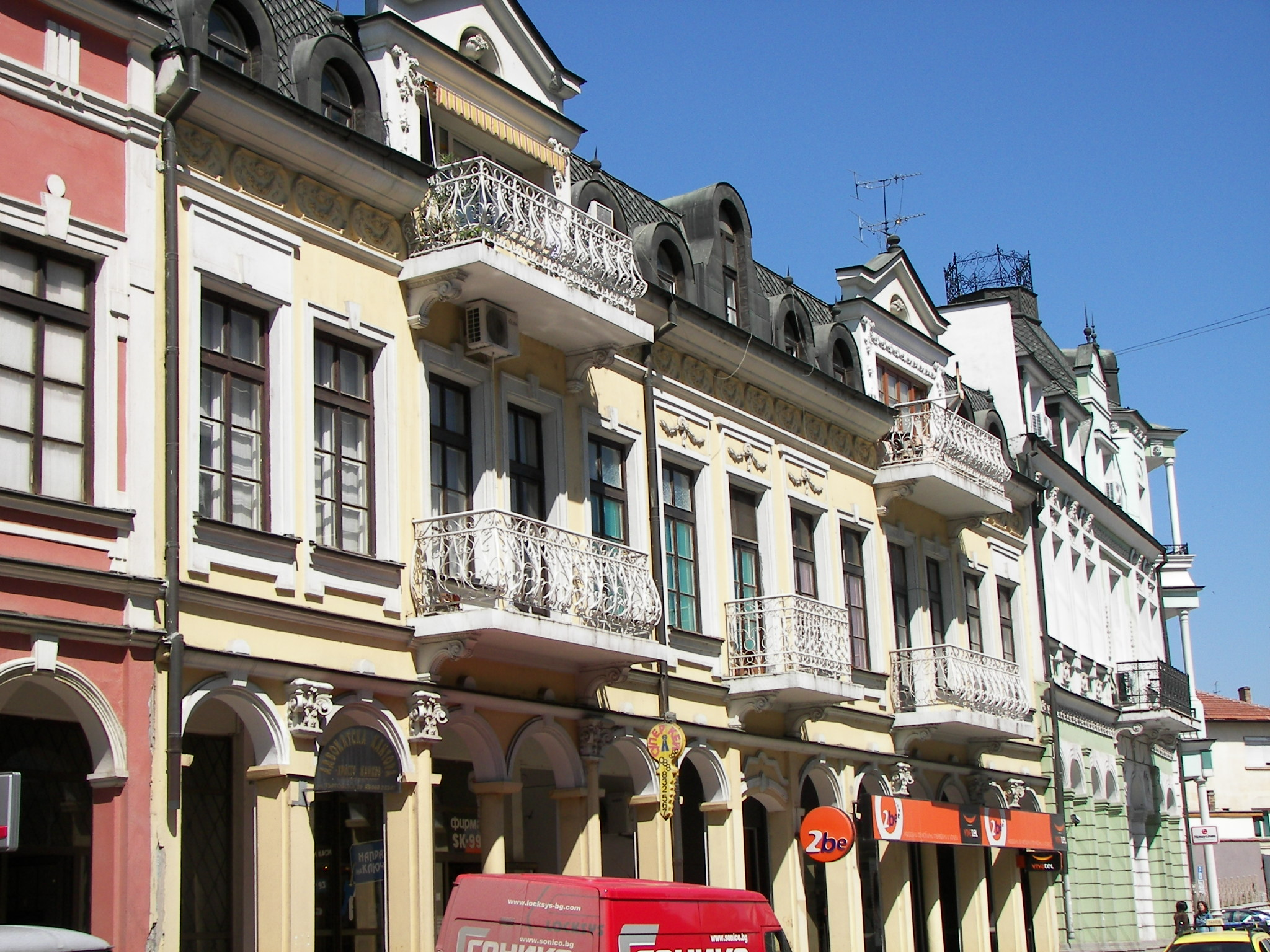
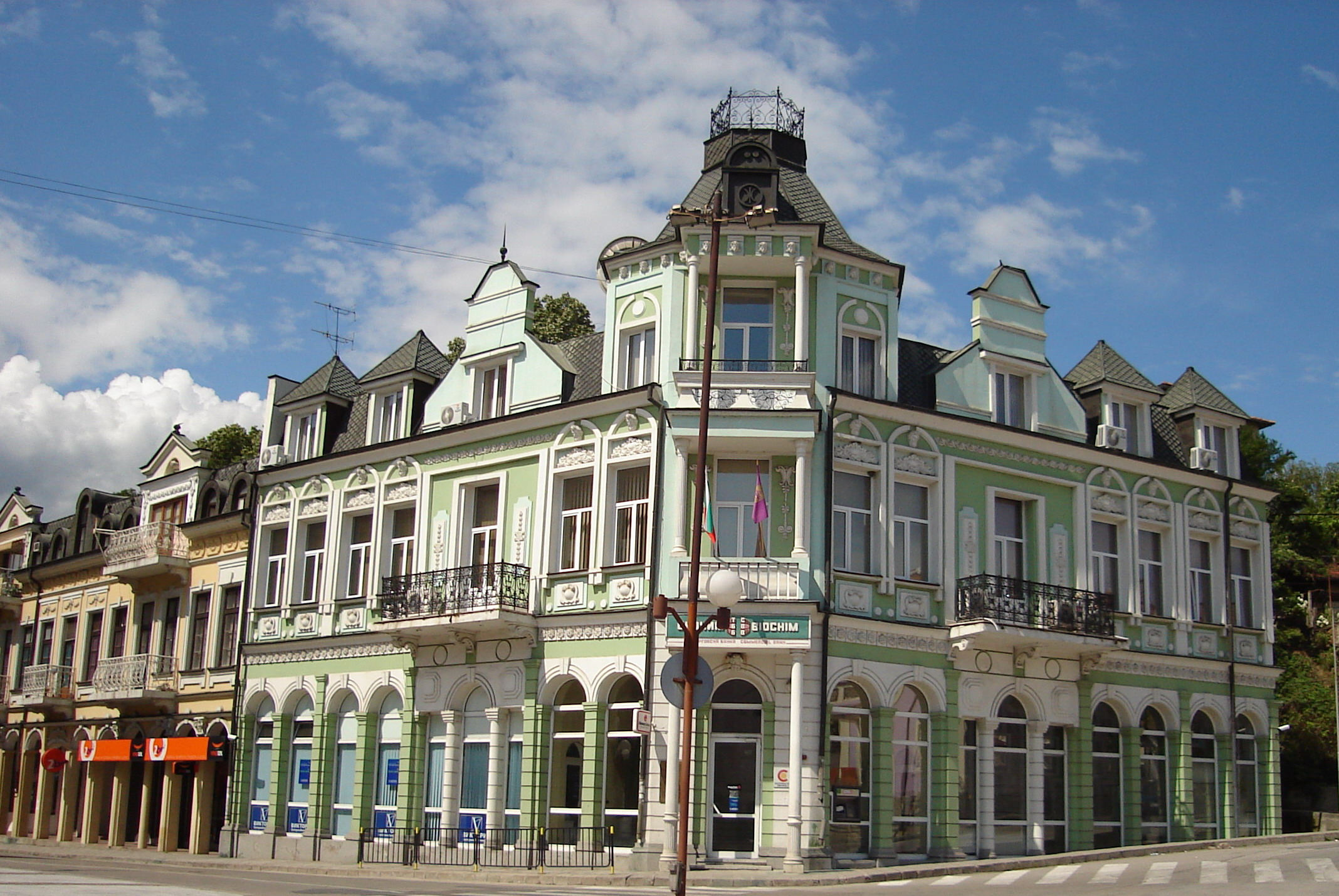